# Parrosaurus missouriensis
Parrosaurus missouriensis es la única especie conocida del género extinto Parrosaurus ("Lagarto de Parr") de  dinosaurio ornitópodo hadrosáurido que vivió a finales del período Cretácico, hace aproximadamente 75 millones de años en el Campaniense, en lo que es hoy Norteamérica.

## Descripción
Se estima que la especie pesaba entre 2,7 y 3,6 toneladas, tenían 3,0 metros de altura en su espalda, y un largo de aproximadamente 9,1 a 10,7 metros desde la cabeza hasta la cola. P. missouriensis vivió en lo que hoy es el sureste de Misuri durante la era campaniense del Cretácico tardío.  Tenía alrededor de 1000 dientes pequeños, que estaban más dentados que otros hadrosaurios, un indicador de que la vegetación de Misuri en ese momento era muy tosca o dura.
Paleontólogo Charles Whitney Gilmore y el geólogo Dan R. Stewart describen una vértebra caudal como amficoela, con un centro más largo que ancho y terminando con un área central cóncava decorada con la radiación de crestas y depresiones rodeadas de un borde periférico aplanado,las facetas del cheurón solo en los extremos posteriores. De los trece huesos de la cola, doce parecían ser consecutivos, y el centro más pequeño tenía 69 milímetros de largo.

## Descubrimiento e investigación

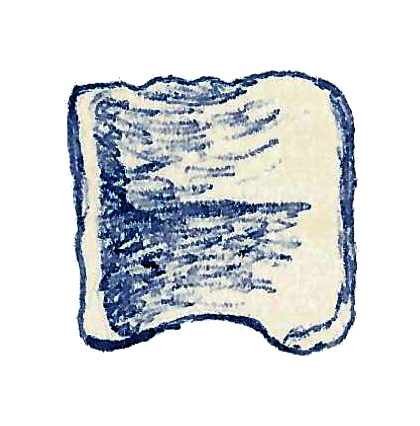
Vértebras

Es el dinosaurio del estado de Misuri en los Estados Unidos. Uno de los pocos dinosaurios oficiales del estado, los huesos de la especie fueron descubiertos en 1942, en lo que más tarde se conoció como el Sitio de Dinosaurios Chronister cerca de Glen Allen, Misuri. Los restos de Parrosaurus missouriensis en el sitio, que marcó el primer descubrimiento conocido de restos de dinosaurios en Misuri, son los únicos que se han encontrado. Aunque se pensó primero que era un saurópodo , un estudio posterior determinó que se trataba de un dinosaurio hadrosáurido o "pico de pato", cuyos hocicos se asemejan a las cuentas de los patos. Algunas de las especies que se encuentran en los huesos del dinosaurio del sitio Chronister están alojados en Washington, DC 's Smithsonian Institution.
Los restos de Parrosaurus missouriensis fueron descubiertos por primera vez en el condado de Bollinger, Misuri, por miembros de la familia Chronister mientras cavaban una cisterna y luego fueron recogidos por Stewart, más tarde apodado "Dinosaur Dan". En 1942, Stewart, del Servicio Geológico de Misuri , había estado examinando arcilla cerca de Glen Allen cuando se encontró con un niño que lo llevó a la familia a cavar en el trabajo. Según Stewart, el dueño de la propiedad Lulu Chronister había encontrado varios huesos "inusuales" mientras cavaba y los había salvado. Se habían encontrado a unos 2,4 metros de profundidad en el pozo de los Cronistas, que tenía una profundidad total de 7,3 metros, "incrustados en una arcilla plástica negra". Stewart informó de su descubrimiento a la Smithsonian Institution, que compró los restos, trece vértebras de la cola de un dinosaurio, a Chronister por 50 dólares americanos, que luego se usó para comprar una vaca. Otros dos huesos, de tipo desconocido, también se recuperaron del sitio, mientras que Lulu Chronister le dio una vértebra adicional a un amigo. En el Smithsonian, los huesos se analizaron, pero las especies de las que se originaron se identificaron incorrectamente.

Comparación de tallas

El lugar donde se encontraron los huesos no fue tocado por los paleontólogos hasta alrededor de 1990, cuando se reanudaron las excavaciones. También se han encontrado restos de otros dinosaurios, peces, tortugas y plantas, incluidos dientes pertenecientes a un miembro de la Tyrannosauroidea. También se han encontrado otras partes de P. missouriensis, incluidos los restos dentales y parte de una mandíbula. La variedad de restos faunísticos encontrados en el sitio de Chronister sugiere que una gran cantidad de agua existió cerca del área.
Gilmore, en el Smithsonian, junto con Stewart, descrita por primera vez la especie como un saurópodo en la edición de enero de 1945 de la Revista de la paleontología, una clasificación hecha equivocada y sin evidencia positiva. Gilmore solo consideraba a la especie un saurópodo por proceso de eliminación, cuando se quedó con las posibilidades de Hadrosauridae y Sauropoda, eliminó a la primera, diciendo, "El centro más alargado del espécimen Chronister, con la posible excepción de Hypsibema crassicauda de Cope, y la presencia de facetas de galón solo en el extremo posterior parece suficiente para demostrar que estos centros vertebrales no pertenecen a un miembro de los Hadrosauridae". La especie, fue llamada Neosaurus missouriensis, fue rebautizada como Parrosaurus missouriensis más tarde ese año por Gilmore y Stewart, debido a que el nombre Neosaurus estaba pre-ocupado por un pelicosaurio. Sin embargo, Gilmore murió poco después, y los huesos permanecieron intactos durante varias décadas.
Parrosaurus missouriensis se trasladó una vez más en 1979, al género Hypsibema, esta vez por Donald Baird y John R. Horner. A finales de la década de 1970, Bruce L. Stinchcomb, un geólogo, viajó al sitio de Chronister después de leer sobre el informe de Gilmore en la década de 1950. Pudo comprar la propiedad a un miembro de la familia Chronister, y en la década de 1980, Stinchcomb, David Parris y Barbara Grandstaff realizaron las excavaciones de prueba, lo que los llevó a concluir que H. missouriensis era en realidad un hadrosaurio que un saurópodo. Thomas Holtz ha sugerido volver a Parrosaurus para esta especie. Fue considerado dudoso en ambas ediciones de Dinosauria, aunque Chase Brownstein considera a Parrosaurus válido y distinto de Hypsibema basado en nuevos descubrimientos en el sitio de holotipo.

## Paleogeología
Guy Darrough, un paleontólogo de San Luis, Misuri que actualmente trabaja en el sitio de excavación, dijo que fue "casi un milagro" que se encontraran huesos de dinosaurio en Misuri, porque el suelo blando del estado ha provocado el deterioro de la mayoría de los restos prehistóricos. Sin embargo, algunos de los restos encontrados han sido dañados por la erosión y otros procesos. Mientras que gran parte de Misuri se encuentra sobre rocas del Paleozoico o Precámbrico , el sitio Chronister está situado sobre la roca Mesozoica. Stewart, quien encontró los huesos después de haber sido asignado a estudiar los orígenes de la arcilla en la parte sureste de los Ozarks , pudo concluir que parte de la región se encuentra sobre depósitos del Cretácico superior, aunque gran parte del sedimento de ese período de tiempo se ha erosionado.
La familia Chronister cavó el pozo, que finalmente abandonaron después de que no pudo proporcionar suficiente agua, justo al suroeste de su granja, sobre un cuerpo de piedra caliza . La granja estaba ubicada cerca del fondo de un valle escarpado, sentada sobre los restos de una terraza. La capa de arcilla en la que se encontraron los huesos fue descrita por Stewart con 2,7 metros de espesor, situada debajo de 2,1 metros de arcilla marrón amarillenta y grava en la superficie, y sobre una masa densa de piedra caliza.
El sitio de excavación de Chronister está ubicado sobre la Formación Ripley. La tierra alrededor de la casa de Chronister y el sitio de excavación se asienta sobre la piedra arenisca del Período Ordovícico Inferior o Época Canadiense. Está ubicado en una sección de los Ozarks afectados por erosión y rellenos con restos de chert y arenisca. Además, la región se ha visto afectada por fallas frecuentes , lo que lleva a la combinación de rocas de diferentes períodos geológicos . Como resultado, es difícil crear un mapa geológico preciso del área.

## En la cultura popular
El 21 de enero de 2004, se presentó en la Cámara de Representantes de Misuri por Rod Jetton y Jason Crowell como dinosaurio estatal. Jetton había propuesto originalmente el hadrosaurio como el dinosaurio del estado, pero no era lo suficientemente específico, por lo que el Comité de Conservación y Recursos Naturales de la Cámara de Representantes se decidió por Parrosaurus missouriensis. El proyecto de ley fue enviado a la 92 Asamblea General de Misuri. Pasó a la Cámara de Representantes de Misuri el 8 de marzo de 2004 con un voto de 147-4, el Senado de Missourie l 14 de mayo de 2004 con una votación de 34–0, y fue aprobado por el entonces gobernador Bob Holden el 9 de julio de 2004. El proyecto de ley, House Bill 1209, entró en vigencia el 28 de agosto. 2004. Misuri se convirtió en el sexto estado de los EE. UU. En designar un dinosaurio oficial del estado, después de Colorado , Maryland , Nueva Jersey , Texas y Wyoming , así como el Distrito de Columbia.
En 2005, representantes de empresas del condado de Bollinger y funcionarios del gobierno local se reunieron en un esfuerzo por generar más ingresos y crearon una campaña de turismo centrada en los dinosaurios. Algunas empresas contribuyeron a la creación de una valla publicitaria a lo largo de la Interestatal 55 que anunciaría, "Condado de Bollinger, hogar del dinosaurio de Missouri". El Museo de Historia Natural del Condado de Bollinger, que muestra algunos de los huesos encontrados, ha dicho que su exposición sobre la especie ha atraído a turistas de otras partes de los Estados Unidos,
En marzo de 2008, se completó la construcción de un modelo de gran tamaño de P. missouriensis y se exhibió en el museo. Jetton, entonces presidente de la Cámara de Representantes de Misuri , patrocinó una cena para los legisladores estatales para celebrar la finalización de la exhibición el 7 de marzo de 2008. El proyecto de dos años fue dirigido por Darrough, quien también estuvo a cargo de excavaciones en el sitio de excavación Chronister, y es la única exposición permanente del museo que presenta la especie. En la inauguración de la exhibición, Jetton mencionó que esperaba que el sitio de excavación se convirtiera en parte de un parque estatal algún día. Actualmente, la excavación está siendo realizada por el Proyecto de Dinosaurio Ozark de Misuri. El sitio ha sido cubierto para evitar que el agua fluya sobre el material de la excavación. El sitio de excavación de Chronister cerca de Glen Allen, actualmente bajo propiedad privada [13] por Stinchcomb,  es la única ubicación en Misuri donde se han encontrado huesos de dinosaurios.